# Джермукский водопад
Джермукский водопад (арм. Ջերմուկի ջրվեժ) — второй по высоте водопад Армении, уступающий Касахскому водопаду. Высота водопада составляет 68 метров, расположен в марзе Вайоц-Дзор.
На территории Армянского нагорья, в особенности в кавказской его части, насчитывается несколько сотен подобных источников. Нередко это целые комплексы, и один из них — Джермукский, расположенный на абсолютных высотах 1700—2200 метров.
Из различных источников джермукского водопада производят высококачественную минеральную воду Джермук.

## Название
Сотни тысяч лет из недр Кавказа выходят на дневную поверхность горячие источники. В ряде случаев это сопровождается мощным фонтанированием наподобие гейзеров, однако минеральные воды — проявление не действующего вулканизма, а потухшего. Это синтез атмосферных осадков и углекислых газов: первые сквозь трещиноватую поверхность слагающих местность лав проникают к глубинным теплым слоям, размывают минералы и уже в виде нового природного образования выходят наружу. Издревле такие родники называются также джермуками. С давних времен человеку известны их целебные свойства, о чем свидетельствуют не только фольклор, но и наличие заброшенных водоемов-купален.

## Описание
Живописнейшая местность, где расположен Джермукский водопад, находится на южных склонах Варденисского хребта, где возвышаются Лысая гора и Сим (название последней связано с мифом о вратах Сезам). Лавы Джермукского плато часто образуют и поверхностный сток, питающий реки и водопады.
Низвергающийся с высоты около 60 метров водопад создает три куполообразные террасы, по числу столкновений воды с лавой. Он находится в черте города-курорта Джермук, на расстоянии 200 километров от Еревана, и вливается в реку Арпу.

## Галерея

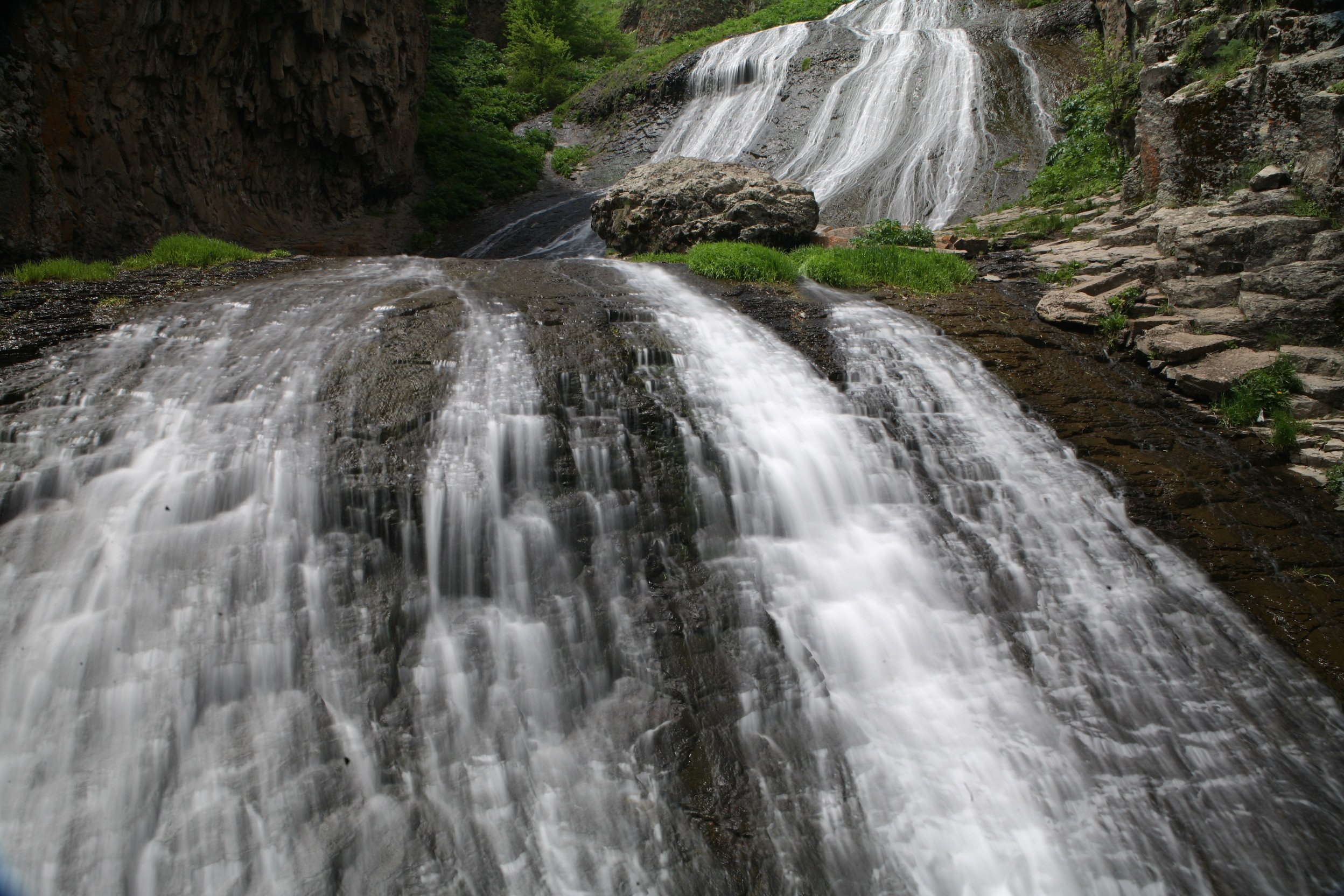
Джермукский водопад
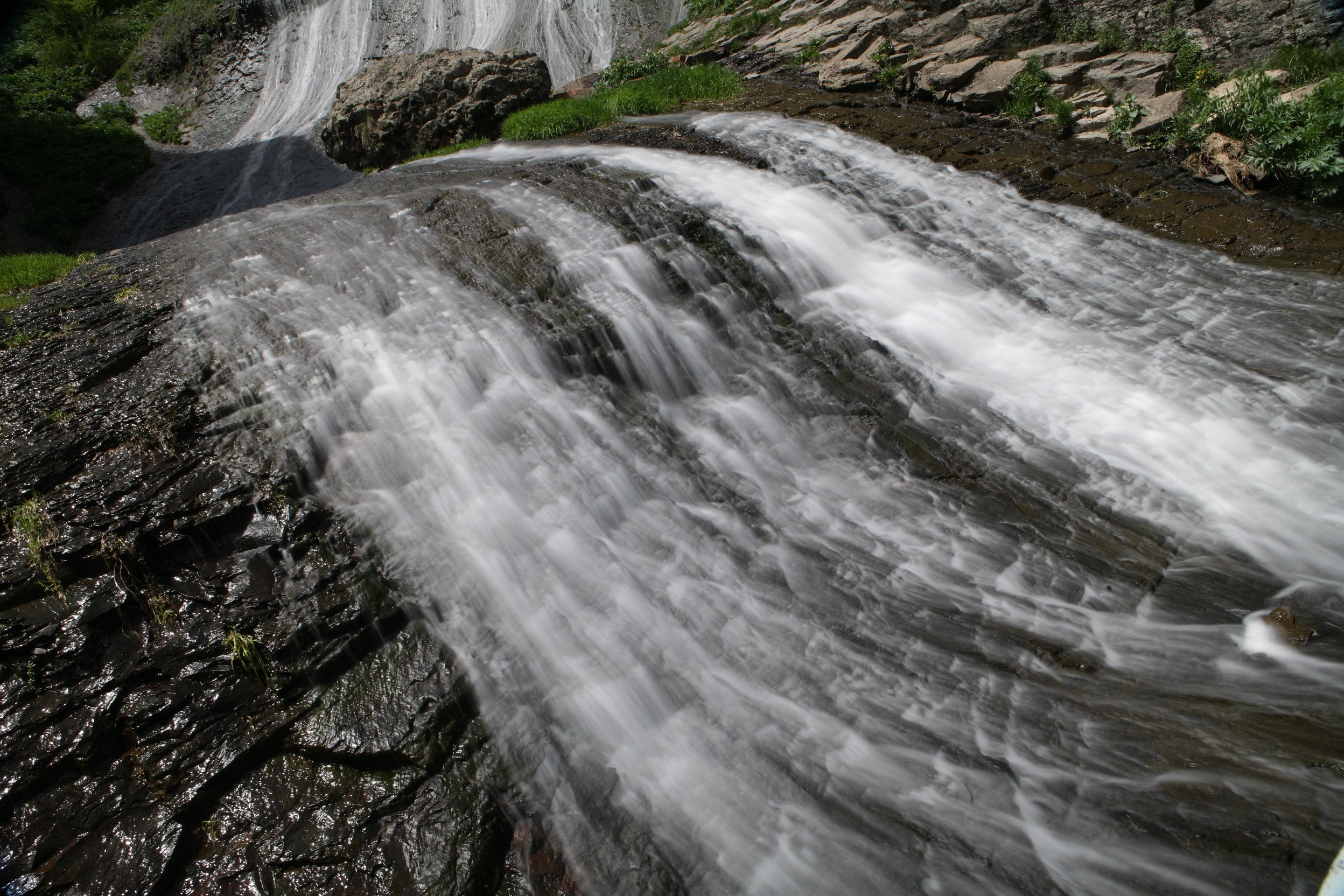
Джермукский водопад
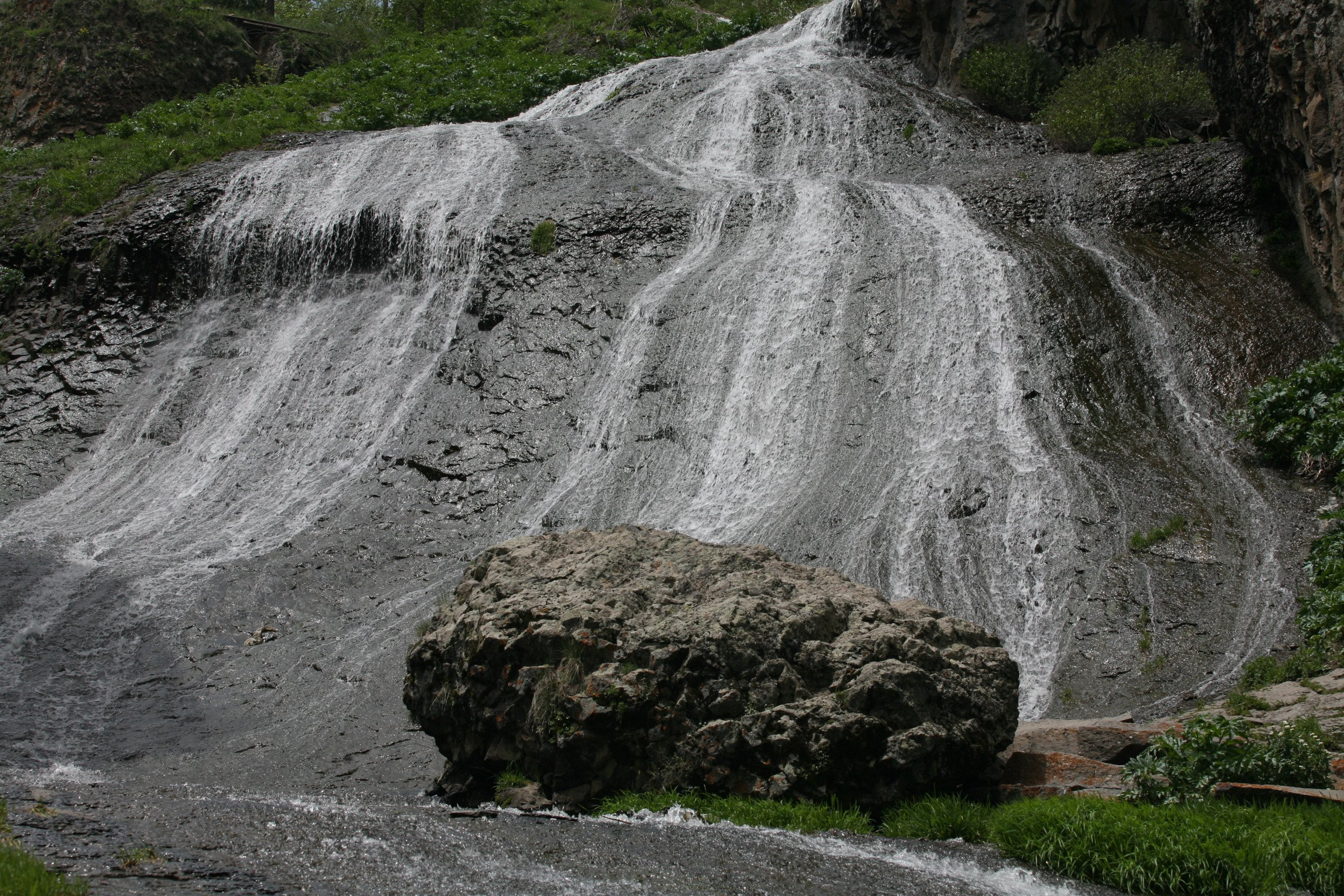
Джермукский водопад
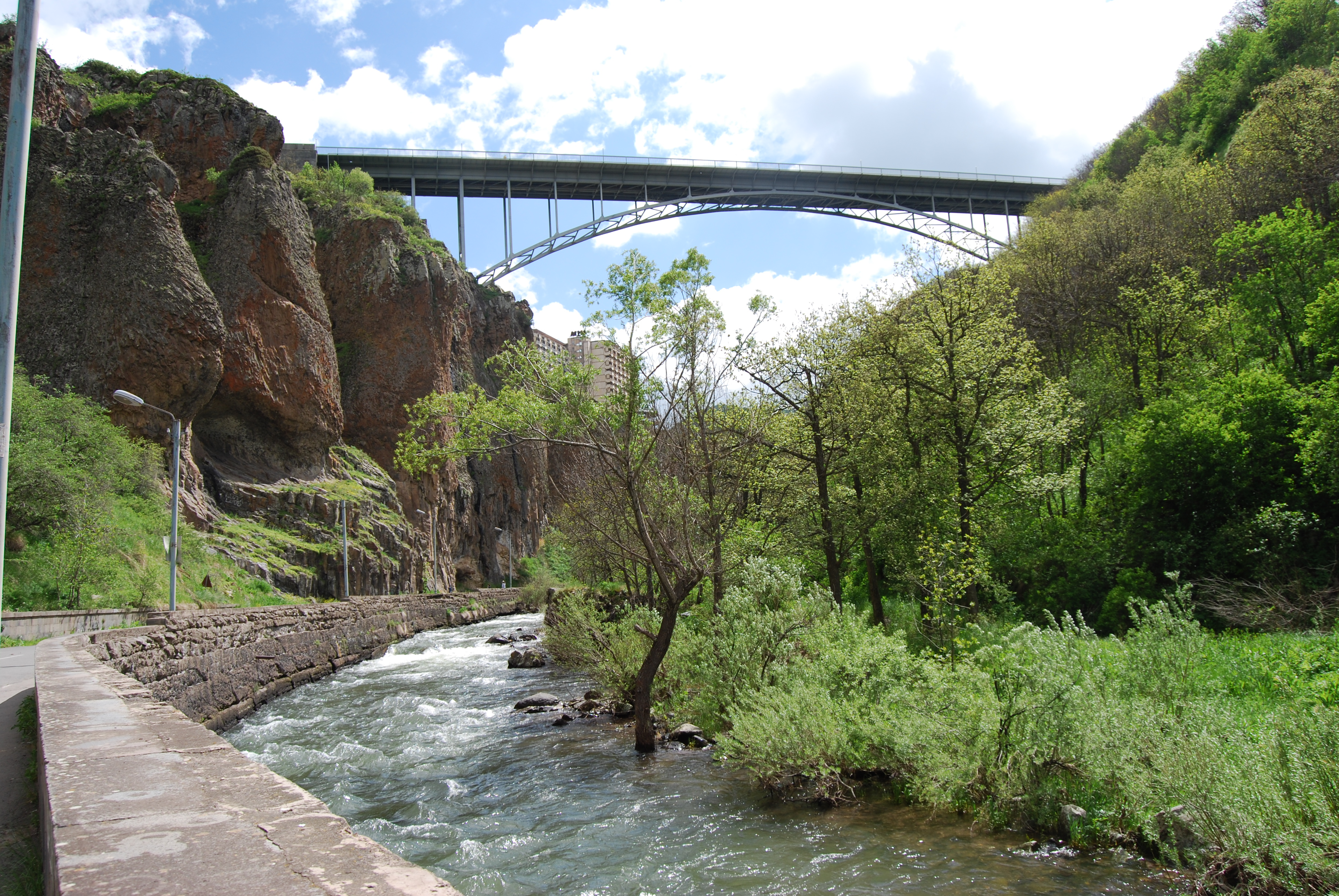
Мост в Джермуке